# Janet Godfrey
Pour les articles homonymes, voir Godfrey.
Janet Godfrey a été la femme de Jack Bruce, bassiste et compositeur de Cream. Elle a composé des chansons avec Jack Bruce, Ginger Baker et Pete Brown.

## Biographie
Janet Godfrey et Jack Bruce se sont connus dans l'entourage de The Graham Bond Organisation, Godfrey étant la secrétaire du fan club de ce groupe quand Jack Bruce y jouait,. Ils se marient en 1966 et, une fois mariés, une des raisons qui poussent Jack Bruce à rejoindre le groupe Manfred Mann est de s'assurer des revenus suffisants pour acheter un logement pour vivre en couple avec Janet Godfrey. 
Godfrey et Bruce ont eu ensemble deux fils, Jonas (Jo) et Malcolm. Le couple s'est séparé en 1980. Jonas est décédé en 1997.

## Œuvre musicale
Janet Godfrey a écrit plusieurs chansons avec Bruce pendant sa participation au groupe de Bond dont Baby Make Love to Me et Baby Be Good to Me.
Pendant la période Cream de Jack Bruce, Godfrey coécrit deux chansons présentes sur l'album Fresh Cream : Sleepy Time Time avec son mari Jack, et Sweet Wine avec le batteur Ginger Baker. Sur le début de cette collaboration dans l'écriture, Bruce dira plus tard : « Ginger et Pete étaient chez moi à essayer de travailler mais rien ne se passait. Janet se mit alors avec Ginger et ils écrivirent Sweet Wine pendant que je commençais à travailler avec Pete ». Sweet Wine est devenu un grand classique du répertoire de Cream, présent sur de nombreuses compilations et rejoué lors des concerts de l'album Royal Albert Hall London May 2-3-5-6 2005.
Après la séparation de Cream, Godfrey, Bruce et Pete Brown ont coécrit Morning Story pour l'album de Bruce Harmony Row (1971) et Running Through our Hands pour l'album Out Of The Storm (1974).